# Petrarca Rugby 2005-2006
Questa voce raccoglie le informazioni riguardanti il Carrera Petrarca Rugby nelle competizioni ufficiali della stagione sportiva 2005-2006.
Nell'annata 2005-06 il Petrarca è impegnato nei soli tornei nazionali, dopo essere stato sconfitto nella stagione precedente da L’Aquila nello spareggio per l'accesso alla European Challenge Cup.
La stagione 2005-06 del Super 10 è avara di soddisfazioni per il Petrarca, che rimane invischiato nella retroguardia della classifica chiudendo al sesto posto, con soli otto punti di vantaggio sulla decima piazza, occupata dal retrocesso Veneziamestre. Un parziale riscatto giunge con la vittoria sul Rovigo nello spareggio di fine stagione, che qualifica i bianco-neri alla European Challenge Cup 2006-2007.
In Coppa Italia, il Petrarca viene inserito al primo turno nel gruppo con Amatori Catania e Benetton Treviso. Netta la superiorità dei trevigiani, che si aggiudicano con facilità le due partite ed eliminano le contendenti. Inutile la risicata vittoria del Petrarca sui catanesi nel secondo incontro della fase a gironi.

## Super 10 2005-06

### Stagione regolare
| Incontro                   | Andata | Ritorno |
| -------------------------- | ------ | ------- |
| Petrarca — Benetton        | 18-33  | 22-28   |
| Petrarca — Calvisano       | 16-34  | 21-22   |
| Parma — Petrarca           | 31-23  | 29-9    |
| Petrarca — Veneziamestre   | 51-7   | 12-26   |
| Viadana — Petrarca         | 31-33  | 30-11   |
| Petrarca — GRAN Parma      | 17-16  | 19-24   |
| Rovigo — Petrarca          | 14-8   | 19-22   |
| Petrarca — L’Aquila        | 34-29  | 23-14   |
| Amatori Catania — Petrarca | 21-8   | 27-24   |

#### Risultati della stagione regolare
| Posizione | G  | V | N | P  | PF  | PS  | DP  | B | Pt |
| --------- | -- | - | - | -- | --- | --- | --- | - | -- |
| 6ª        | 18 | 6 | 0 | 12 | 371 | 438 | -67 | 8 | 32 |

### Spareggio per l'European Challenge Cup 2006-07
| Incontro          | Risultato |
| ----------------- | --------- |
| Petrarca — Rovigo | 41-22     |

## Coppa Italia 2005-06

### Prima fase
| Incontro                   | Risultato |
| -------------------------- | --------- |
| Petrarca — Benetton        | 5-34      |
| Amatori Catania — Petrarca | 20-24     |

#### Risultati della prima fase
| Posizione | G | V | N | P | PF  | PS | DP  | B | Pt |
| --------- | - | - | - | - | --- | -- | --- | - | -- |
| 2ª        | 2 | 1 | 0 | 1 | 349 | 54 | -25 | 0 | 4  |

## Verdetti
- Petrarca qualificato alla European Challenge Cup 2006-07.